# Boris Dankow

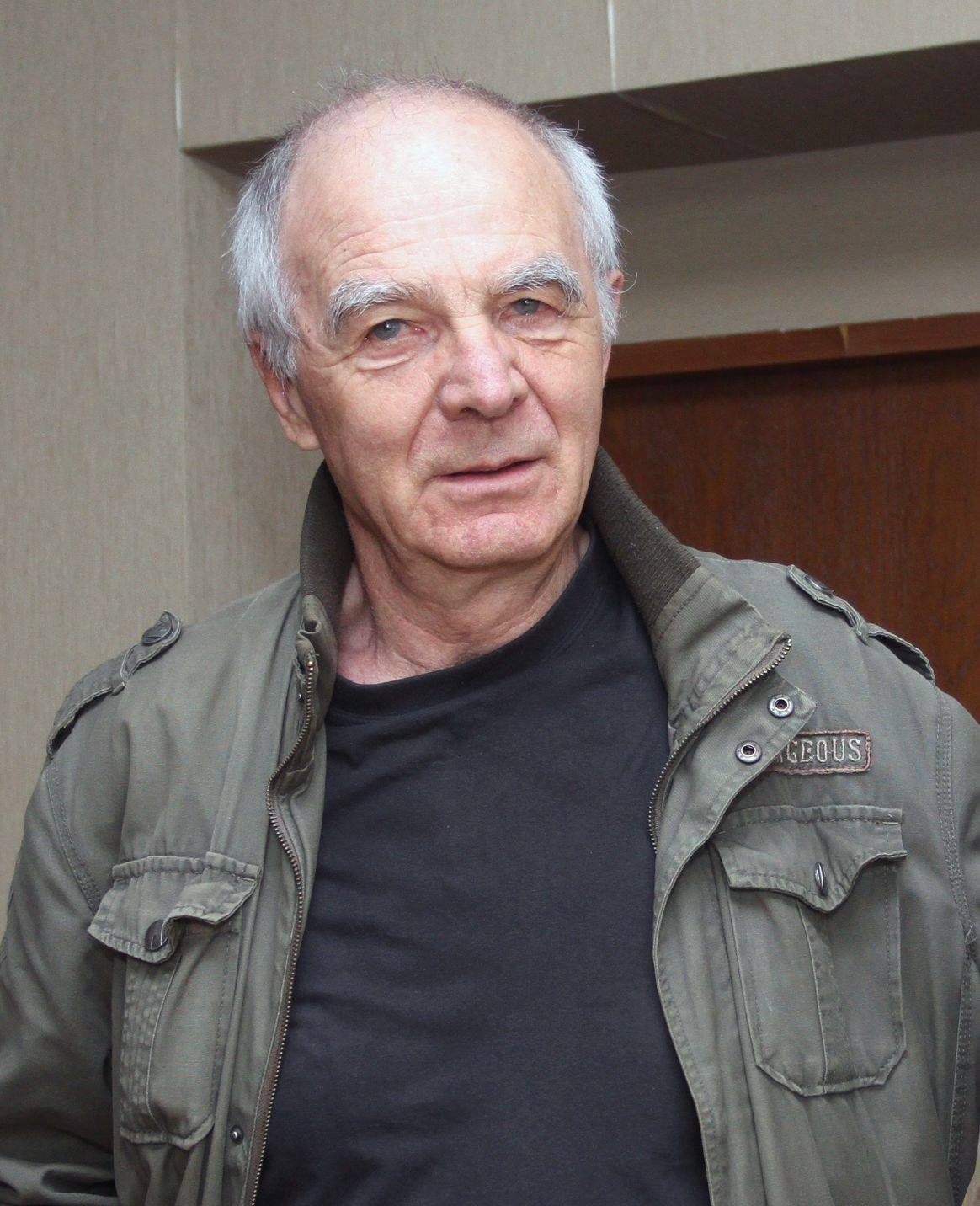
Boris Dankow

Boris Ganczew Dankow (ur. 26 kwietnia 1941 w Gabrowie) – bułgarski poeta, dziennikarz i tłumacz. 
W latach 1983–1989 korespondent prasowy w Warszawie. Po zmianach demokratycznych w Bułgarii - kierownik działu "Kultura" gazety "Duma". W latach 1995–1999 dyrektor Bułgarskiego Instytutu Kultury w Warszawie. Od 2000 do 2015 roku był redaktorem dodatku kulturalnego i literackiego gazety "Duma" o nazwie "Pegas". 
Jest laureatem nagrody fundacji "Christo Botjow" (2004) i nagrody literackiej "Wasił Apriłow" (2007).

## Wybrane publikacje
- Magijata na słowoto (1986), psychografia publicystyki bułgarskiej
- Sjanka na ptica  (1994), wiersze
- Chaos (1995), wiersze
- Enigma (1995), wiersze
- Kolibarski syniszta (2007)
- Gnewni chroniki (2012)
- Sybesednici (2016)

Tłumaczenia:
- Antołogija na nowata połska poezija (2006)